# إيستيلا وورن
إيستيلا داون وورن (بالإنجليزية: Estella Dawn Warren)‏ وهي ممثلة وعارضة أزياء و سباحة إيقاعية سابقة كندية ولدت في يوم 23 ديسمبر 1978 في بيتيربوروغ، أونتاريو في كندا، بدئت كسباحة في الفريق الوطني الكندي ثم عملت مع فكتوريا سيكريت كعارضة أزياء، ثم بدأت بالتمثيل في سنة 2001 من أشهر الأفلام التي مثلتها هو فلم كوكب القردة بدور البطولة. ومثلت في مسلسل قانون ونظام والقانون والنظام: الوحدة الخاصة للضحايا وفيلم الجميلة والوحش في سنة 2009.

## وصلات خارجية
- إيستيلا وورن على موقع IMDb (الإنجليزية)
- إيستيلا وورن على موقع روتن توميتوز (الإنجليزية)
- إيستيلا وورن على موقع قاعدة بيانات الأفلام العربية
- إيستيلا وورن على موقع ألو سيني (الفرنسية)
- إيستيلا وورن على موقع أول موفي (الإنجليزية)
- إيستيلا وورن على موقع قاعدة بيانات الأفلام السويدية (السويدية)
- إيستيلا وورن على موقع إن إن دي بي (الإنجليزية)
- إيستيلا وورن على موقع قاعدة بيانات الفيلم (الإنجليزية)
- إيستيلا وورن على موقع كينوبويسك (الروسية)
- إيستيلا وورن على موقع دليل عارضات الأزياء (الإنجليزية)

- إيستيلا وورن على قاعدة بيانات الأفلام على الإنترنت